# Martin Toporek
Martin Toporek (* 15. Februar 1961) ist ein ehemaliger österreichischer Geher und zweifacher Olympionike (1980, 1984).

## Werdegang

### Olympische Spiele 1980 und 1984
Zweimal trat er bei den Olympischen Spielen im 20-km-Gehen an:
Bei den Olympischen Spielen 1980 in Moskau kam er auf Platz 21 und 1984 in Los Angeles auf Platz 29.
Bei den Halleneuropameisterschaften 1982 in Mailand wurde er Dritter im 5000-Meter-Gehen.
Im April 1986 stellte er im 20-km-Gehen mit 1:25:32 h einen österreichischen Rekord auf, der bis heute Bestand hat.(Stand: Mai 2017)
Bei den Europameisterschaften in Stuttgart 1986 belegte er den 16. Rang über 20 km sowie den 21. Rang über 50 km.

### Doping 1996
1996 wurde Martin Toporek positiv auf die Substanzen Methylephedrin, Ephedrin und Pseudoephedrin getestet und für drei Monate gesperrt.
Auch seine frühere Frau Viera Toporek war als Langstrecken- und Bergläuferin aktiv.

## Persönliche Bestzeiten
- 3000 m Gehen (Halle): 11:12,0 min, 10. Februar 1983, Wien (österreichischer Rekord)
- 5000 m Gehen (Halle): 19:37,57 min, 16. Dezember 1986, Wien (österreichischer Rekord)
- 10.000 m Gehen: 41:53,59 min, 6. Juni 1981, Schwechat (österreichische Bestleistung)
- 20 km Gehen: 1:25:32 h, 26. April 1986, Bergen (österreichischer Rekord)
- 50 km Gehen: 4:20:10 h, 21. April 1984, Dudince